# Christoph Friedrich Görges
Christoph Friedrich Görges (auch Friedrich Görges; Pseudonyme: Bernhard Mann und Vincenz Sesti; * 12. November 1776 in Peine; † 16. Dezember 1852 in Braunschweig) war ein deutscher Kantor und Schriftsteller.

## Leben
Christoph Friedrich Görges war Sohn eines Lehrers und Kantors. Er erhielt bei seinem Vater seine erste Ausbildung im musikalischen Elementarwissen. In dieser Zeit zeigte sich auch seine musikalische Begabung. Er zog in jungen Jahren nach Braunschweig, um dort seine Kenntnisse zu erweitern. Für die Vorbereitung auf das Studium der Theologie absolvierte er anschließend das Katharineum zu Braunschweig. Dort wurde er Mitglied des Chores. Durch Aufführungen der italienischen Oper wurden seine eigenen Kompositionen nachhaltig beeinflusst. Er machte sich in Braunschweig schnell als Komponist von Kirchenmusiken, Liedern, Singspielen und Opern einen Namen und widmete sich dem weiteren Studium der Musik.
Görges gründete 1803 zusammen mit dem befreundeten Johann Heinrich Carl Bornhardt eine Musikalienhandlung mit Verlag und Druckerei. Diese ging im Nachgang der Schlacht bei Jena und Auerstedt und der Besetzung Norddeutschlands durch die Franzosen um 1806 ein. Anschließend verdiente er sich mit Musikunterricht seinen Lebensunterhalt. 1810 erhielt er eine Stelle als Präzeptor und wurde später Kantor am Braunschweiger Dom. Zuletzt war er herzoglicher Hof- und Domkantor sowie Opfermann am Braunschweiger Dom.
Görges schrieb diverse Beiträge für die Leipziger musikalische Zeitung, den Europäischen Aufseher und die Zeitung für die elegante Welt. 
Nach dem Ende der napoleonisch-westphälischen Herrschaft in Braunschweig erschienen von Görges anonym mehrere polemische Gedichte in plattdeutscher Sprache, von denen zwei, Use Lüde und Use Drucker und Bumester, besonderes Aufsehen erregten. Im ersten gab er das Agieren der Braunschweiger Bürgergarde in der Franzosenzeit der Lächerlichkeit preis; im zweiten nahm er zwei bekannte Bürger der Stadt aufs Korn, die von den Braunschweiger Herzögen Ehren und Vorteile erhalten hatten, dann aber dem französischen Regime besonders loyal dienten.
Unter dem Namen „Vinc. Sesti“ komponierte er unter anderem Kirchenmusik, Balladen und Lieder. Außerdem veröffentlichte er einige Romane. Sein Lustspiel Die geheime Polizei blieb ungedruckt. Er gehörte lange Zeit einer witzigen Gesellschaft an, die sich „Söhne der Finsterniß“ nannte. Der Schriftsteller und Postbeamte Wilhelm Görges war sein Sohn.

## Werke (Auswahl)
- Wallor’s rascher Entschluß. Roman. 2 Bände. Schneider, Braunschweig 1796.
- Der von Heinrich dem Löwen, Herzoge von Sachsen und Bayern, erbauete Sanct Blasius Dom zu Braunschweig und seine Merkwürdigkeiten, wie auch die Erbbegräbnisse der Fürsten des Hauses Braunschweig-Lüneburg zu Braunschweig und Wolfenbüttel. Lucius, Braunschweig 1815 (2. Auflage 1820, leopard.tu-braunschweig.de).
- Der Schuldschein. Roman. Lucius, Braunschweig 1822.
- Die schwarze Burg. Oper in 3 Akten.